# Bohuňov (okres Svitavy)
Obec Bohuňov (německy Bogenau) se nachází v okrese Svitavy v Pardubickém kraji, zhruba 17 km jižně od Svitav a 10 km severozápadně od Letovic. Žije zde 123 obyvatel.

## Historie
Původní název obce byl Bůh Nový. První písemná zmínka o obci pochází z roku 1382.
5. dubna 2017 byly obci uděleny znak a vlajka.

## Pověsti
V Bohuňově stával kostel, který se zřítil při povodni, když se protrhly tamní rybníky. Kostelní zvon se v troskách nepodařilo najít. Jednoho dne jej vyhrabal kohout a svině a našla jej kolemjdoucí dívka na louce u Letovic – až tam ho odnesla voda. Zvon byl zavěšen do tamního kostela sv. Prokopa a při zvonění oznamoval své nalezení: „Kohout mě vyhrabal, svině mě vyryla, panna mě našla!“

## Pamětihodnosti
- Kostel sv. Jiljí
- Bohuňovské skály v údolí Křetínky západně od vsi

## Galerie

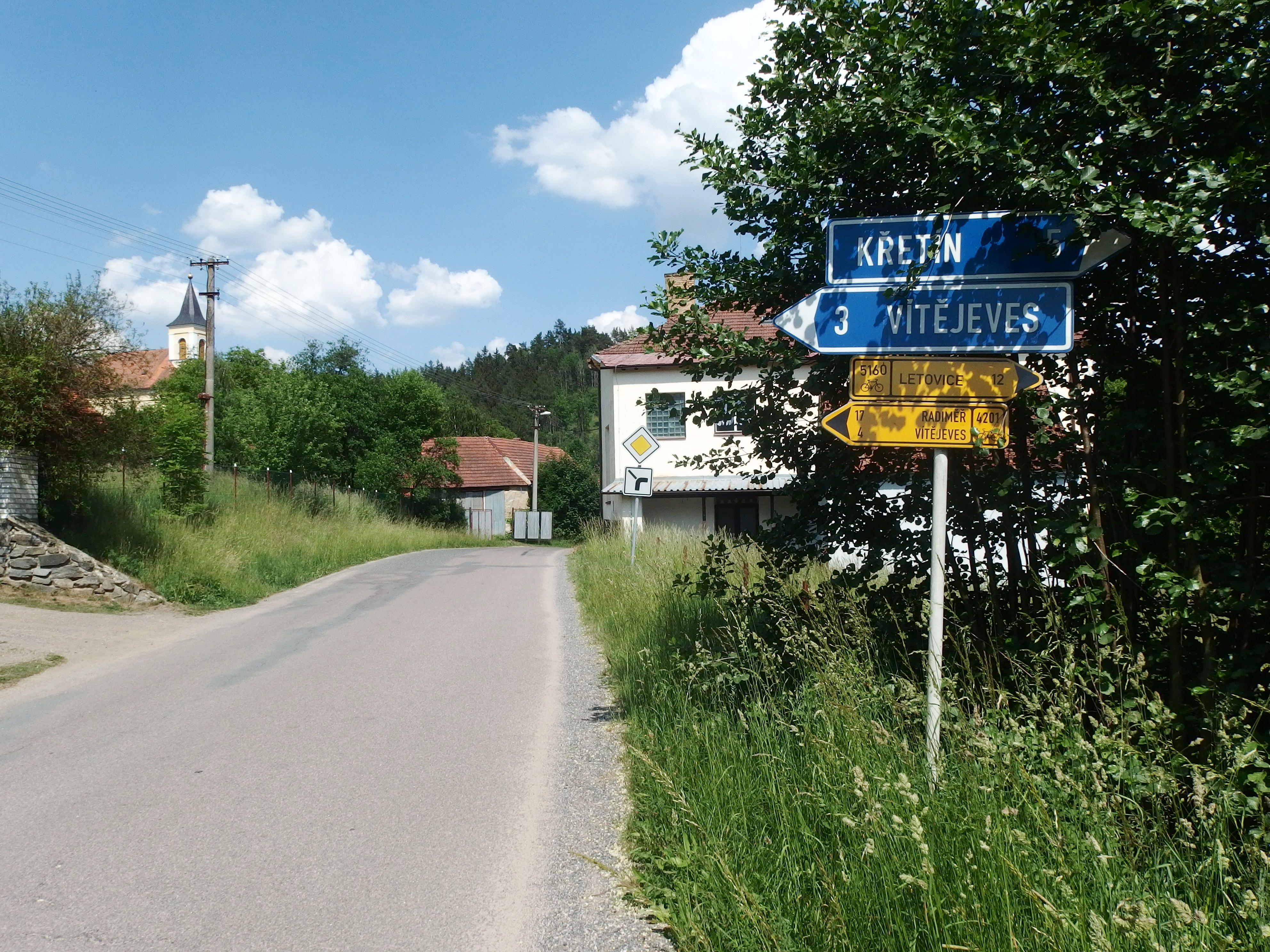
Směrovky
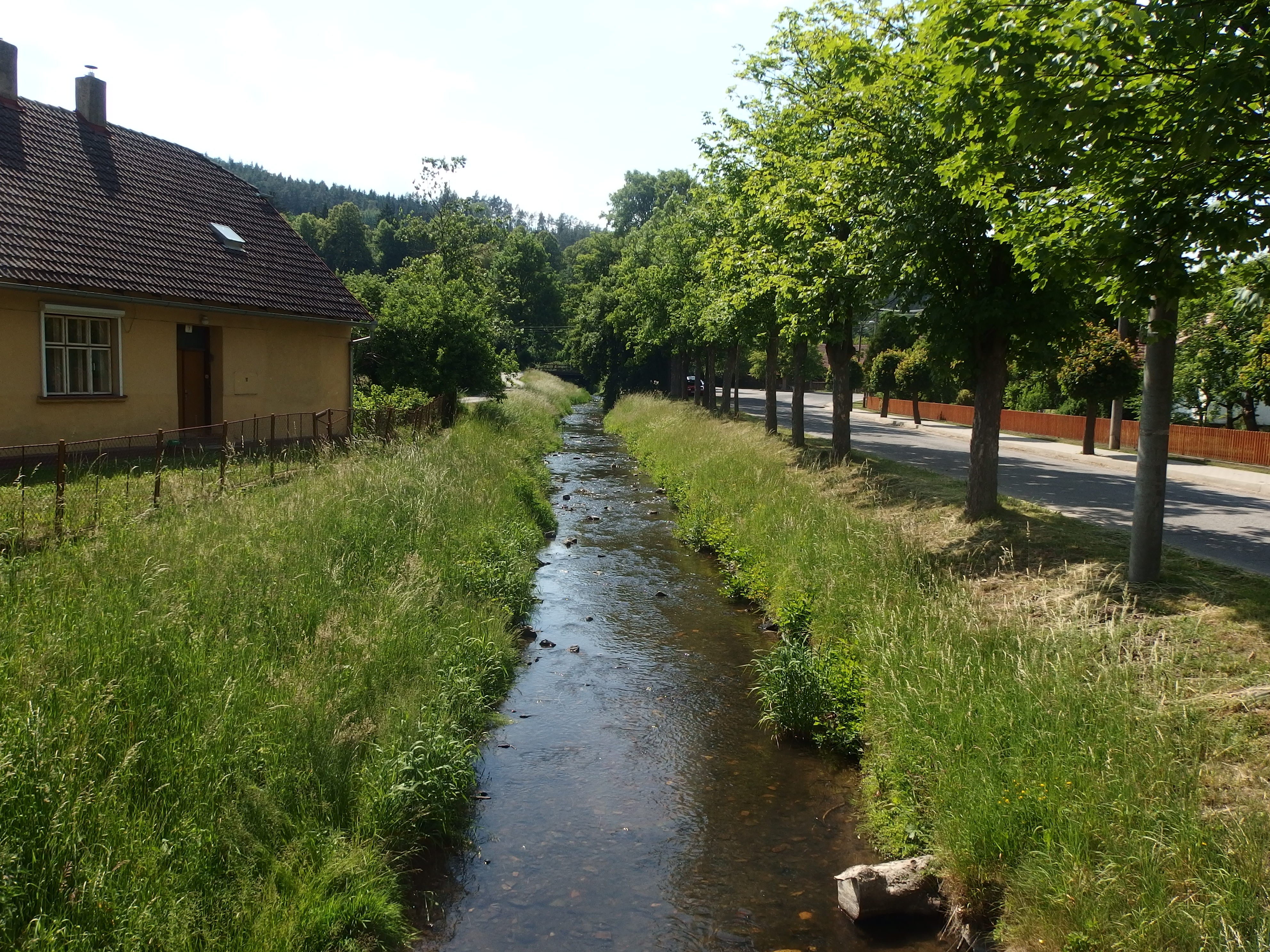
Říčka Křetínka
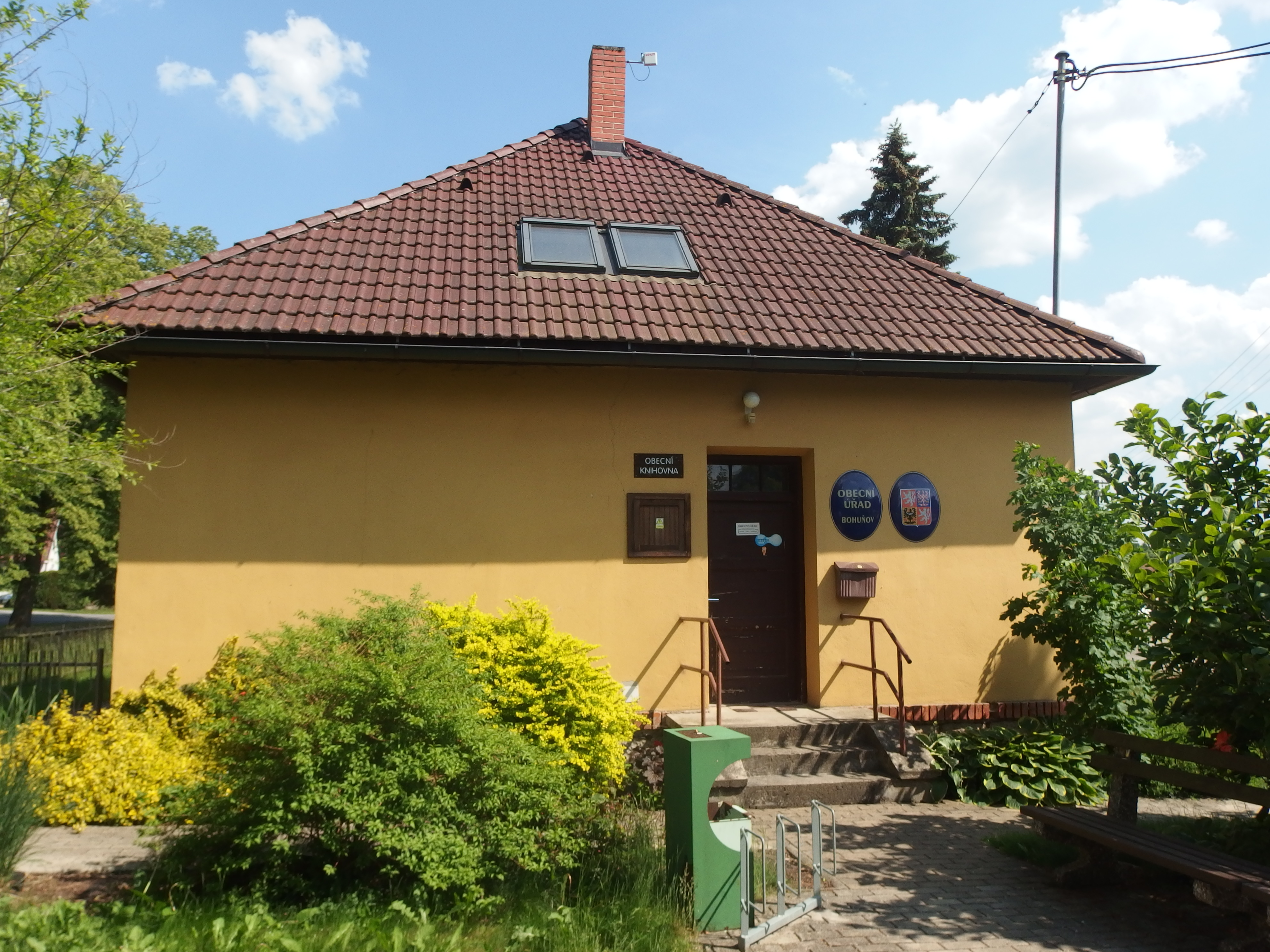
Obecní úřad
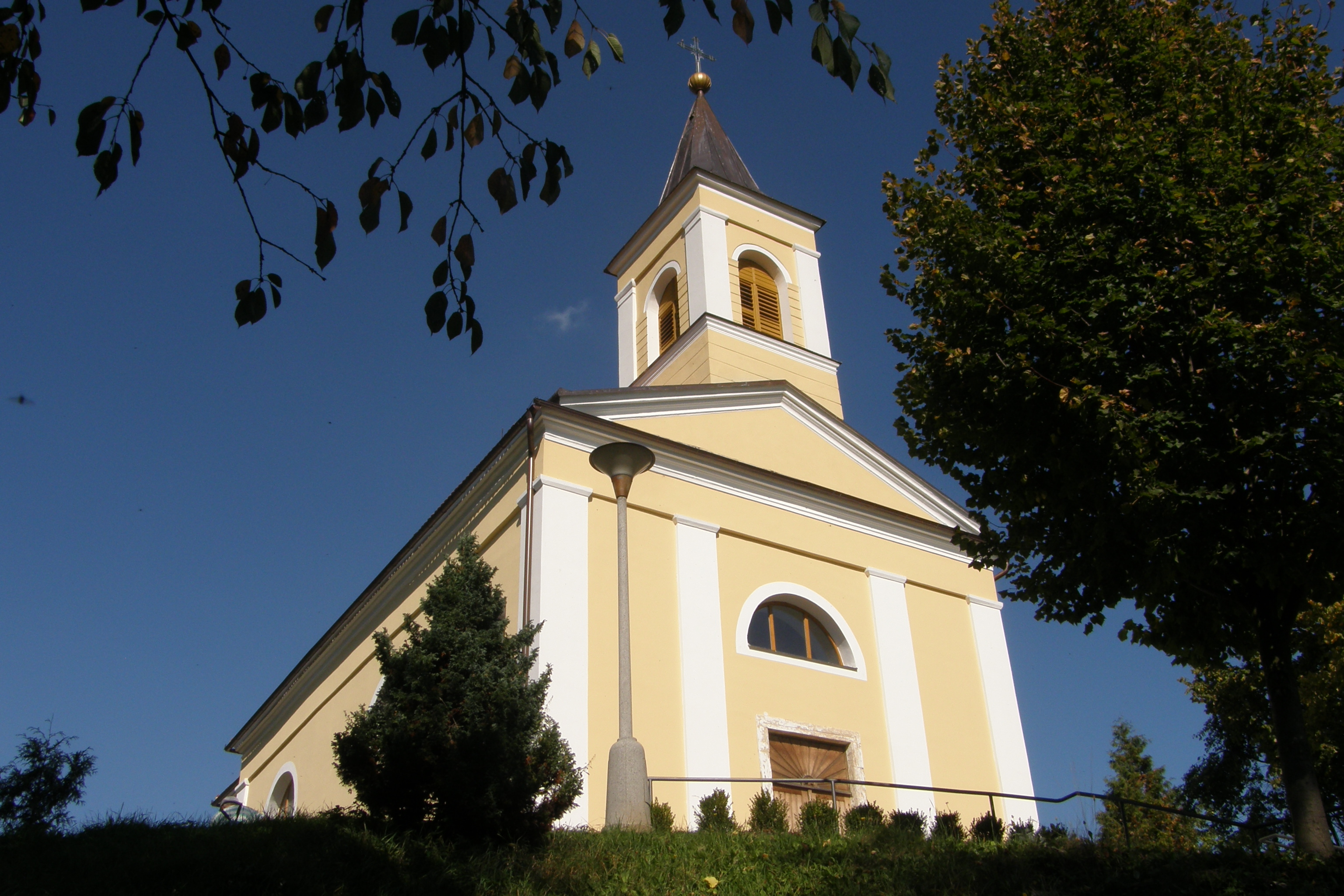
Kostel sv. Jiljí
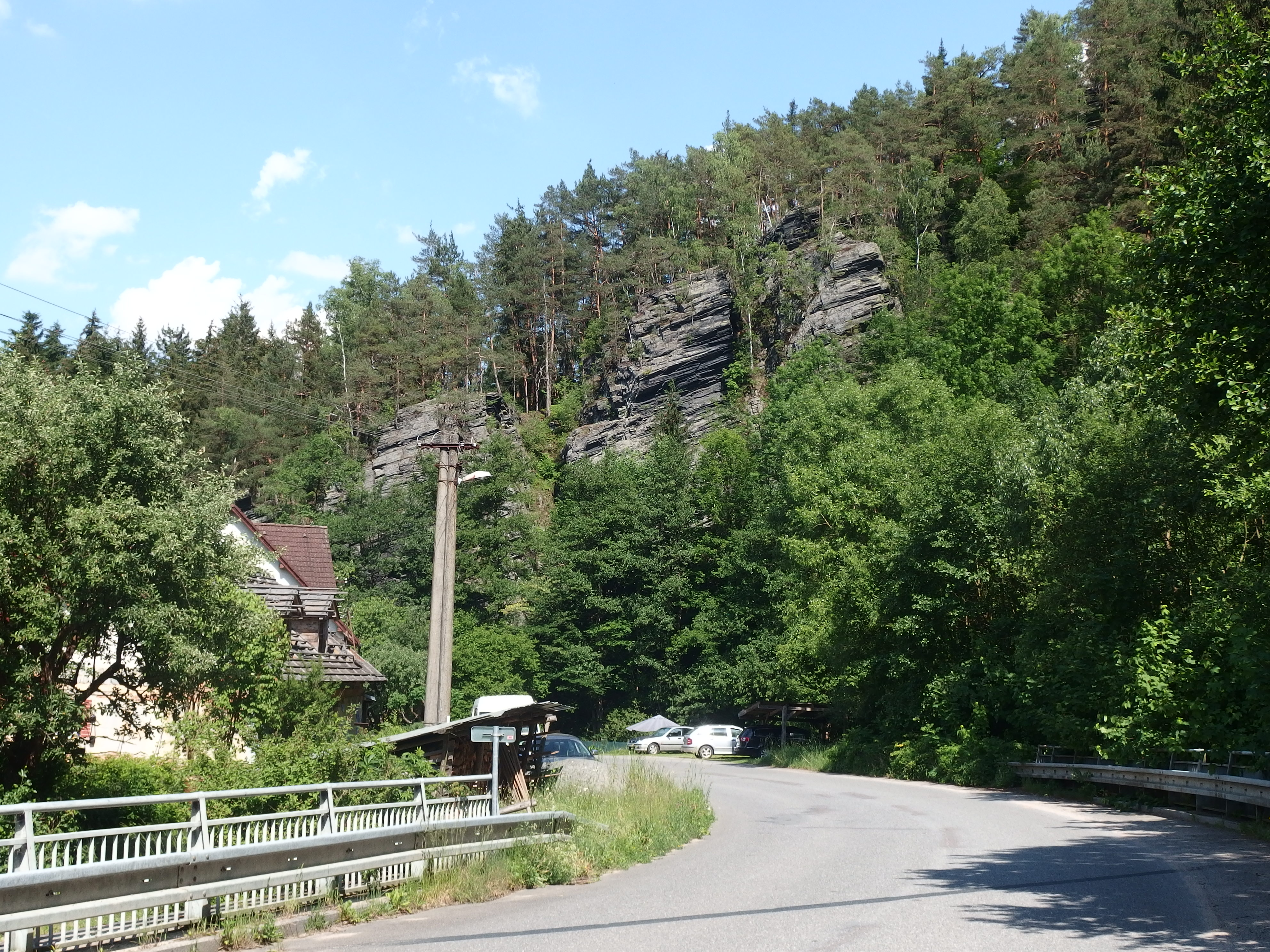
Bohuňovské skály